# Falmouth (Cornwall)

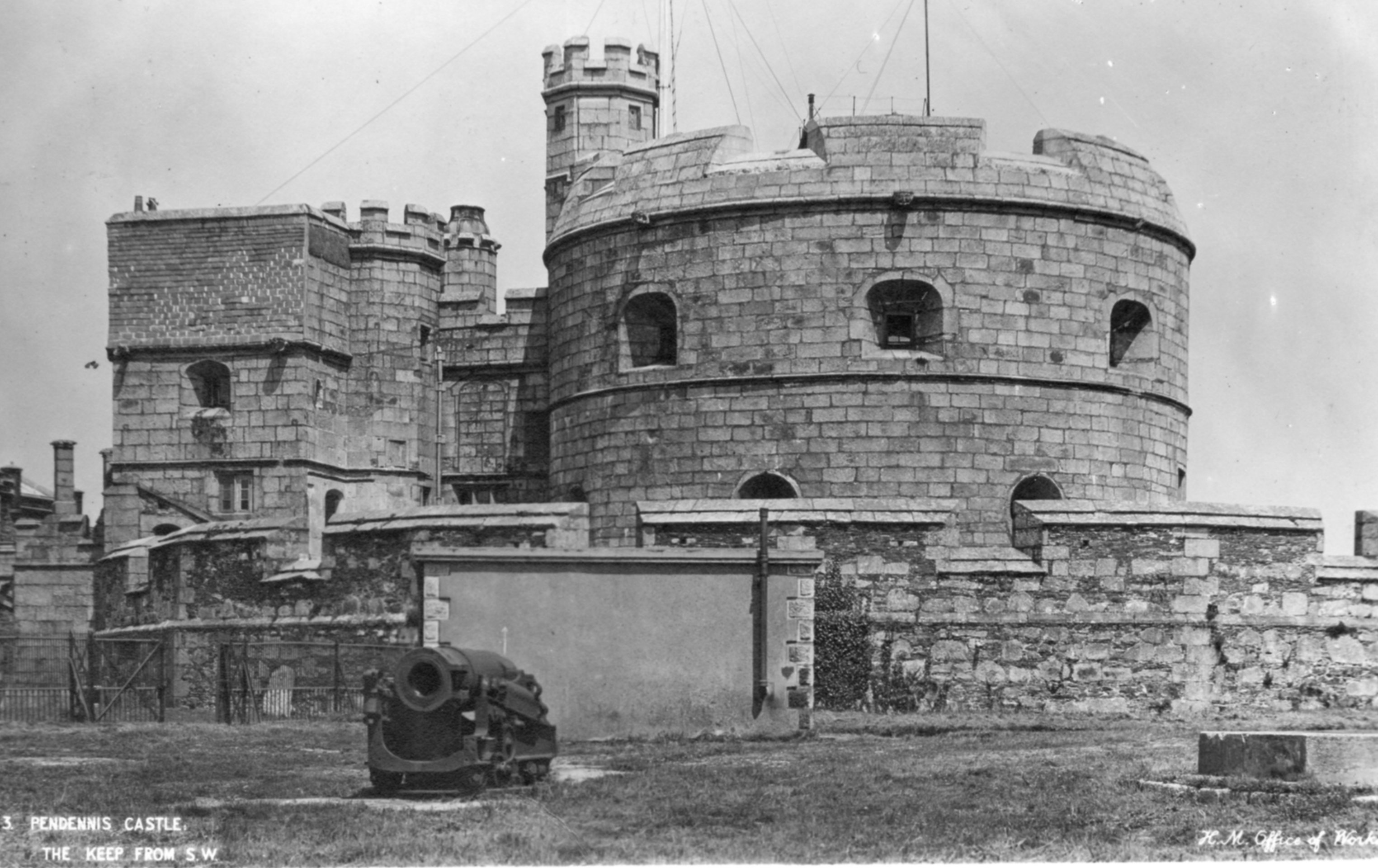
Pendennis Castle

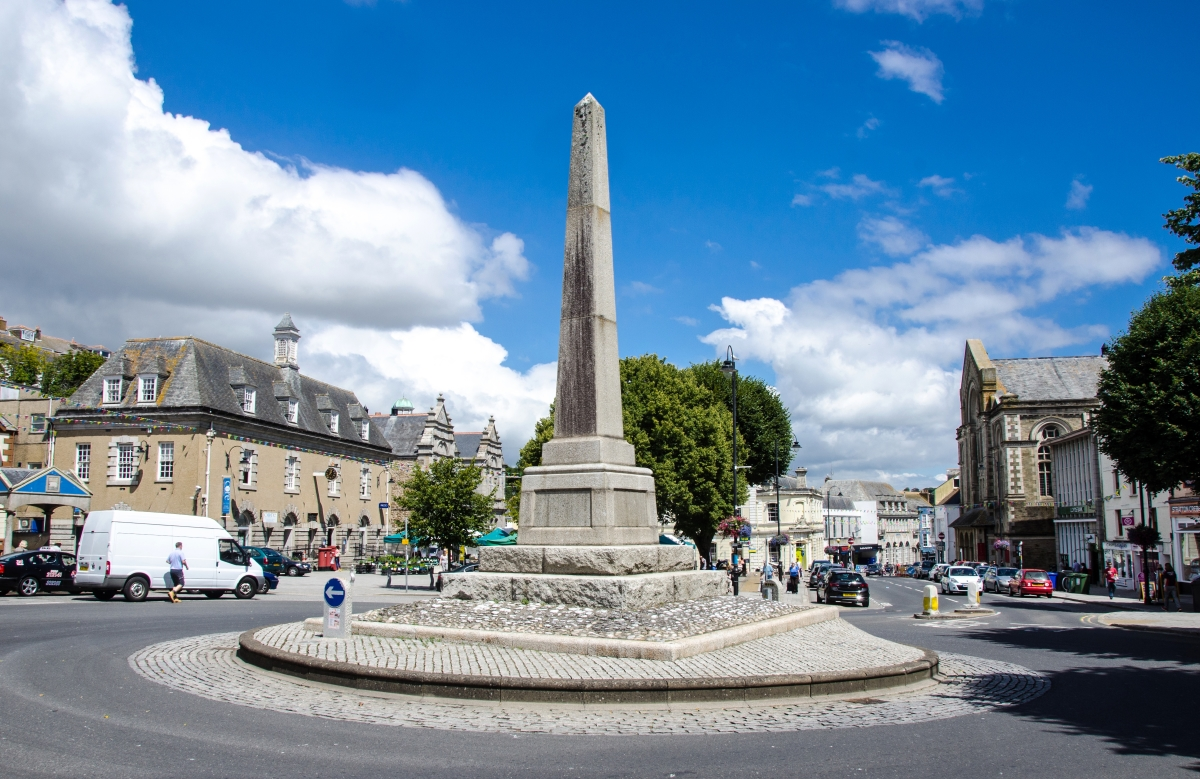
Gedenknaald Falmouth Packet Service

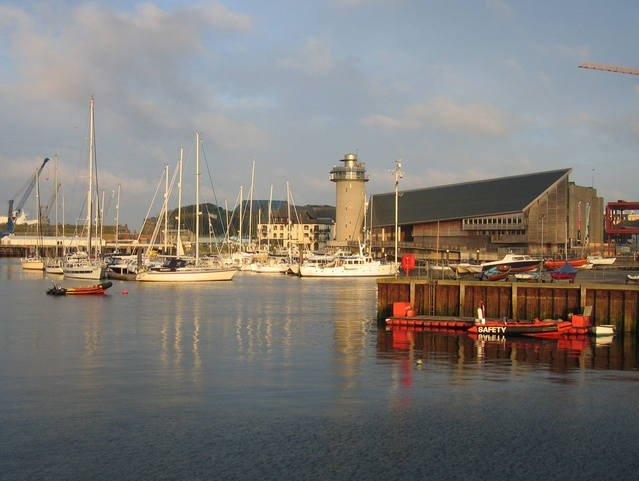
De haven met het maritiem museum

Falmouth (Nederlands, verouderd: Valmuiden) is een civil parish in het Engelse graafschap Cornwall gelegen aan de monding van de rivier Fal. De plaats telde 21.797 inwoners in 2011.
Falmouth is vanouds een havenstad en is de grootste haven van Cornwall. Hoewel de maritieme activiteit van Falmouth sterk is afgenomen ten opzichte van zijn hoogtijdagen, leveren de dokken nog steeds een belangrijke bijdrage aan de economie van de stad. Falmouth blijft een vrachthaven en het bunkeren van schepen houden de faciliteiten van de haven bezig. De haven is populair bij cruiseschipexploitanten. Falmouth is een populaire vakantiebestemming en het is nu vooral een toeristisch resort.

## Geschiedenis
In 1540 liet Hendrik VIII Pendennis Castle bouwen om Carrick Roads, een beschutte baai voor schepen, te verdedigen. Eind 16e eeuw, onder dreiging van de Spaanse Armada, werden de verdedigingswerken bij Pendennis Castle versterkt. Tijdens de Engelse Burgeroorlog was Pendennis Castle het op één na laatste fort dat zich overgaf aan het Parlementaire Leger. Sir John Killigrew stichtte kort na 1613 de stad Falmouth.
Omdat het de dichtstbijzijnde haven was bij de ingang van Het Kanaal, lagen hier permanent schepen van de Royal Navy. Er lagen 10 fregatten met elk 32 of 44 kanonnen. Ten tijde van de Franse Revolutionaire Oorlogen (1792-1802) liepen er voortdurend schepen met oorlogsbuit en krijgsgevangenen in de haven. Er waren twee grote kampen voor de Franse gevangenen in de nabijheid van Falmouth.
Tussen 1689 en 1851 was de Falmouth Packet Service actief. Deze had als taak post van en naar het groeiende Britse Rijk te vervoeren. Hiervoor werden driemasters ingezet, schepen met een lichte bewapening die met snelheid uit de handen van de tegenstanders moesten blijven. De bemanning werd streng geselecteerd en zij verdienden fors bij met de smokkelhandel.
In 1805 bereikte het nieuws van de overwinning bij Trafalgar en de dood van admiraal Nelson als eerste Falmouth. Het bericht werd per postkoets naar Londen gebracht .
In 1839 werd bij aankomst in de haven van goudstof uit Brazilië voor £ 47.600 gestolen.
De Falmouth Docks werden ontwikkeld vanaf 1858. De vaarweg werd verdiept en er kwamen kades en pakhuizen. Vijf jaar later bereikte de Cornwall Railway de plaats, Falmouth kreeg hiermee een snelle verbinding met Plymouth. Het verbeterde het transport van de goederen die in de haven waren gelost en er kwamen toeristen, een nieuwe bron van inkomsten voor de plaats. 
Tijdens de Tweede Wereldoorlog kwamen 31 mensen om het leven door Duitse bombardementen. Er werd een anti-onderzeebootnet gelegd van Pendennis tot St Mawes, om te voorkomen dat U-boten ongezien de rede en haven binnenvoeren. Hier kwamen Engelse soldaten aan land na inscheping in Duinkerken in mei/juni 1940. De haven was ook het vertrekpunt van de schepen voor de Raid op Saint-Nazaire in maart 1942. Het was ook inschepingshaven voor Amerikaanse troepen voor D-Day.
De SS Flying Enterprise kwam in december 1951 in een zware storm terecht op de westelijke toegangsweg naar het Engelse Kanaal. De lading verschoof en het schip kwam scheef te liggen. Diverse schepen, waaronder de sleepboot Turmoil, die in Falmouth gestationeerd was, kwamen te hulp. Op 5 januari 1952 werd het op sleeptouw genomen door de Turmoil met bestemming Falmouth. Op 10 januari was het schip nog ongeveer 76 kilometer van Falmouth verwijderd toen het zonk.
In februari 2003 werd het National Maritime Museum Cornwall geopend in Falmouth.
De beschutte baai bij Falmouth wordt ook gebruikt als rede, waar schepen ankeren in afwachting van vaarorders en nieuwe eigenaars of bevrachters. Tijdens een economische neergang lagen er in januari 2009 negen schepen te wachten op betere tijden.
In de haven is Pendennis Shipyard actief, dit bedrijf is een bouwer van zeil- en motorjachten. Verder heeft A&P een vestiging in de haven. Deze scheepwerf beschikt over drie droogdokken waarvan de grootste 253 meter lang is en 40 meter breed. Hier worden met name gewerkt aan vrachtschepen en marinevaartuigen. 

## Geboren
- Thomas Phillips (1888-1941) officier in de Royal Navy
- David Bond (1922-2013), zeiler
- Vincent King (1935-2000), schrijver
- Jon Mark (1943-2021), zanger, (bas)gitarist, producer en percussionist

## Overleden
- Sophie Gengembre Anderson (1823-1903) kunstschilderes
- Paul Alfred Rubens (1875-1917) componist en librettist
- Henry Scott Tuke (1858-1929), schilder
- Herbert Thorndike (1851-1940) zanger
- Richard Dixon (1865-1949) zeiler

## Begraven
- Jacques Goudstikker (1897-1940), Nederlands kunsthandelaar